# Bright Adiyia
Bright Adiyia (Bree, 20 januari 1989) is een Belgisch politicus voor Groen. Hij was bij de Vlaamse verkiezingen in juni 2024 lijsttrekker in Limburg voor het Vlaams parlement.

## Biografie
Bright Adiyia groeide op in een sociale woonwijk in de mijnwerkerscité van Winterslag. Zijn ouders scheidden toen hij drie jaar was en als kleuter zorgde hij voor zijn zieke moeder. Het Comité voor Bijzondere Jeugdzorg plaatste hem in jeugdinstellingen en pleeggezinnen tussen zijn zesde en elfde levensjaar tot Adiyia in 2000 naar het internaat van het Onze-Lieve Vrouwelyceum in Genk ging. In die school doorliep hij zijn middelbare studies.

## Studies
Na zijn studies Grieks-Wiskunde ging Adiyia in 2006 studeren aan de Katholieke Universiteit Leuven, waar hij in 2011 een Master in de Geografie behaalde. Nadien bleef hij tewerkgesteld aan de universiteit als academisch assistent en werd hij begin 2017 Doctor in de Geografie.

## Politieke loopbaan
Adiyia werd begin 2013 lid bij Groen Hasselt, waar hij meteen een bestuursfunctie opnam. Bij de verkiezingen van 26 mei 2019 kreeg hij de eerste opvolgersplaats op de Limburgse Groen lijst voor het Vlaams Parlement en behaalde hij 2.416 voorkeurstemmen. Na de verkiezingen werd hij parlementair medewerker van Barbara Creemers in het Federaal Parlement. Eind 2020 ging Adiyia aan de slag als adviseur Klimaat, Energie, Mobiliteit en Leefmilieu op het kabinet van vice-eersteminister Petra De Sutter in de federale regering.